# Brian Kemp
Brian Porter Kemp (Athens, 2 novembre 1963) è un politico statunitense, 83º  governatore della Georgia a partire dal 14 gennaio 2019. Precedentemente, Kemp ha ricoperto la carica di Segretario di Stato della Georgia dal 2010 al 2018 e ancor prima come senatore statale, sempre in Georgia, dal 2003 al 2007.

## Biografia

### Origini
È nato in Georgia, in una famiglia di spicco con alle spalle una storia di potere politico. Il nonno di Kemp, Julian H. Cox Sr., era membro della legislatura della Georgia, e un suo antenato settecentesco, James Habersham, lottò con successo per istituire la schiavitù in Georgia, diventando governatore della colonia e costruendo una fortuna con le piantagioni di riso della famiglia a Silk Hope, Forest Dean e Beverley.
Kemp andò all'Accademia privata di Athens fino alla prima elementare, quando si trasferì alla Clarke Central High School per poi laurearsi in agricoltura all'Università della Georgia. Prima di entrare in politica possedeva diverse aziende agricole, servizi finanziari e società immobiliari. Nel 2003, dopo aver sconfitto il democratico Doug Haines, è stato eletto al Senato dello Stato della Georgia rimanendovi sino al 2007. Nel 2006 Kemp si è candidato come Commissario per l'agricoltura della Georgia, arrivando secondo alle primarie ma perdendo nel ballottaggio ballottaggio contro Gary Black.

### Segretario di Stato della Georgia
All'inizio del 2010 Kemp è stato nominato Segretario di Stato della Georgia dal governatore Sonny Perdue in seguito alle dimissioni di Karen Handel, candidata per il governatorato. Successivamente in luglio è stato eletto segretario di Stato della Georgia per un mandato completo con il 56,4% dei voti, contro il 39,4% dell'avversaria democratica Georganna Sinkfield, venendo poi rieletto quattro anni dopo.
Nel 2015 l'ufficio di Kemp ha erroneamente distribuito i numeri della previdenza sociale e le date di nascita degli elettori registrati della Georgia. Durante le elezioni del 2016 Kemp ha respinto la conclusione della CIA di una eventuale interferenza russa nelle elezioni, rifiutando l'aiuto del Dipartimento della Sicurezza Interna per proteggersi. Ha poi denunciato gli sforzi dell'amministrazione di Barack Obama per rafforzare la sicurezza informatica dei sistemi elettorali, dicendo che era un attacco ai diritti degli stati. Kemp è stato inoltre criticato dai sostenitori del diritto di voto: dal 2012 al 2018, l'ufficio di Kemp ha cancellato più di 1,4 milioni di registrazioni di elettori e, durante le elezioni del 2018, Kemp ha reso inutili più di 53.000 domande di registrazione degli elettori, con quasi il 70% delle registrazioni degli elettori appartenenti agli afroamericani.

### Governatore della Georgia

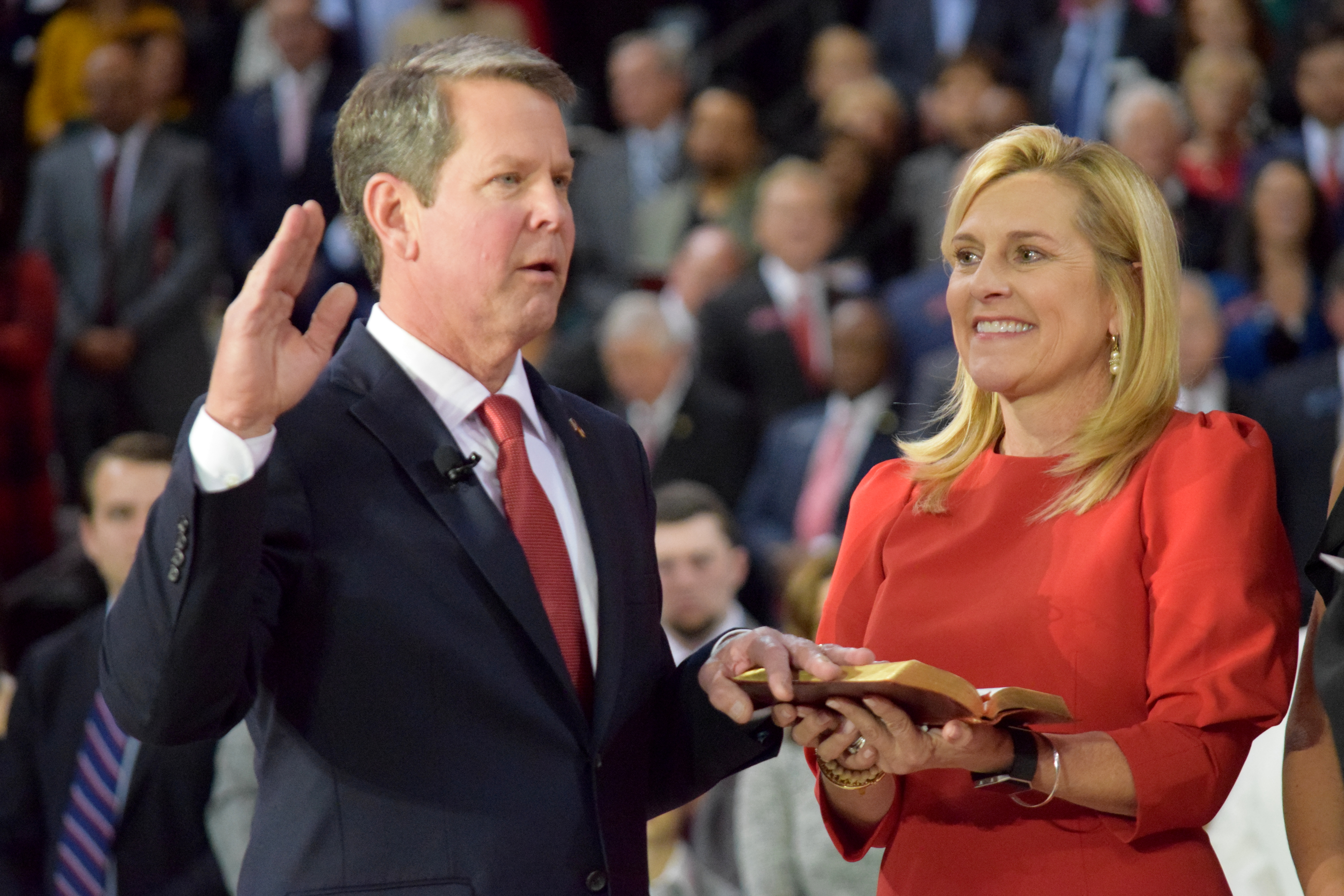
Kemp con la moglie Marty mentre presta giuramento come 83º Governatore della Georgia

Nel 2018 Kemp si è candidato alla carica di governatore affrontando la democratica Stacey Abrams. Kemp ha rifiutato di dimettersi da Segretario di Stato durante la campagna per il governatorato, cosa che ha suscitato polemiche e accuse di abuso di potere. Alla vigilia delle elezioni, Kemp ha accusato il Partito Democratico della Georgia di crimini informatici; un'indagine del 2020 da parte dell'ufficio del Procuratore Generale della Georgia ha concluso che non c'erano prove per le affermazioni di Kemp. Sempre nel 2020, è stato rivelato che il presunto crimine informatico di cui il suo ufficio era stato vittima era in realtà un test di sicurezza pianificato che il chief information officer di Kemp aveva firmato tre mesi prima. Dopo le elezioni generali del 6 novembre, Kemp è stato dichiarato vincitore con il 50,2% dei voti.
Durante il suo primo mandato, nel biennio 2019-2020 la Georgia ha registrato una massiccia crescita economica e una forte diminuzione della disoccupazione, fenomeni rallentati solo dalla pandemia di COVID-19.

#### Pandemia di COVID-19
Il 1º aprile 2020 Kemp ha ordinato l'obbligo di soggiorno a casa in tutto lo Stato per combattere la pandemia di COVID-19. Kemp è stato tra gli ultimi governatori a emettere l'obbligatorietà di stare in casa, dopo che l'emergenza nazionale era stata dichiarata tre settimane prima, il 13 marzo. Mentre ha emesso l'ordine, Kemp ha affermato di aver appreso solo quel giorno che il coronavirus poteva essere diffuso da persone asintomatiche, nonostante gli avvertimenti espressi già da tempo dai funzionari sanitari. Alla fine di aprile Kemp ha cancellato l'obbligo di soggiorno a casa, nonostante l'opposizione dei sindaci e contro il parere degli esperti di salute pubblica e dei centri per il controllo e la prevenzione delle malattie.
Mentre molti altri Stati incoraggiavano l'uso delle mascherine facciali, Kemp si è opposto a misure sanitarie più stringenti. In risposta, varie località hanno presentato cause legali contro di lui. A luglio, Kemp ha proibito alle città e alle contee della Georgia di richiedere maggiori mascherine facciali per fermare la diffusione del coronavirus. A metà luglio 2020 più di 127 000 casi di COVID-19 erano stati segnalati in Georgia, con 3000 morti.
Nel marzo 2021 Kemp si è detto contrario a un disegno di legge di sgravio COVID-19 da 1,9 trilioni di dollari approvato dal Congresso degli Stati Uniti.

#### I sondaggi
Un sondaggio del luglio 2019 ha mostrato che Kemp aveva un'approvazione del 52% tra i georgiani, ed era classificato come il 22º governatore più popolare negli Stati Uniti. Un sondaggio Ipsos del maggio 2020 ha mostrato che il punteggio era sceso al 39% tra i georgiani, rendendolo tra i governatori meno popolari della nazione. La minore popolarità è stata attribuita alla cattiva gestione dell'emergenza legata al coronavirus.
A novembre 2020 l'approvazione di Kemp era ulteriormente diminuita fino al 37% secondo un sondaggio IAG/Fox 5.

#### Limiti ai diritti di voto
Nel marzo 2021 Kemp ha firmato una legge, approvata dal parlamento della Georgia, volta a prevenire la possibilità di frode elettorale. Tra le disposizioni è consentito al governo statale di sostituire i consigli elettorali locali, di porre limiti al voto degli assenti, di ridurre il numero di urne per i voti e di vietare alle organizzazioni di dare cibo e acqua alle persone in piedi in coda al di fuori dei seggi elettorali in attesa di votare onde evitare che possano corrompere l'elettorato.
Queste decisioni hanno sollevato molte proteste. La Major League Baseball ha deciso di cambiare sede alla manifestazione sportiva "All-Star Game" prevista in luglio ad Atlanta in segno di protesta, perdendo così più di cento milioni di dollari e danneggiando l'economia locale, già provata per i lock-down. Trump ha invece emesso un comunicato stampa dicendo: "Boicottate il baseball". Proteste anche da aziende come la compagnia aerea Delta, la Coca Cola, la Apple.

### Rielezione
Nel 2022 Kemp, affrontando l'opposizione del sempre influente Donald Trump, è riuscito comunque ad essere rieletto governatore della Georgia per un altro mandato. Dal 2020 Kemp si è affermato come uno dei principali oppositori dell'ex-presidente all'interno del Partito Repubblicano. Alle elezioni governatoriali georgiane del 2022 si è dovuto quindi confrontare con il predecessore Sonny Perdue, stretto collaboratore di Trump, che è tuttavia riuscito a sconfiggere grazie al suo fare più conciliante. Il clamoroso sostegno di Trump alla rivale democratica Stacey Abrams ha poi garantito a Kemp la rielezione con il 53,4% dei voti contro il 45,9% della Abrams.

## Opposizione a Donald Trump

### 2020
Dopo le elezioni presidenziali del 2020, vinte in Georgia da Joe Biden, Kemp ha dovuto affrontare le critiche di Donald Trump per aver seguito la legge statale che gli imponeva di certificare i risultati, nonostante le ripetute insistenze del presidente riguardo la presenza di brogli elettorali.
In un'intervista su Fox News nel novembre 2020, l'ancora presidente Donald Trump ha detto di "vergognarsi" per aver sostenuto Kemp durante la sua candidatura nel 2018 a governatore della Georgia. Trump ha aggiunto che Kemp non ha "fatto assolutamente nulla" per contestare il risultato finale delle elezioni del novembre 2020 in Georgia, in cui Joe Biden ha sconfitto Trump con 11 779 voti, la prima volta in cui un candidato democratico alla presidenza ha vinto in Georgia dal lontano 1992, quando lo Stato sostenne Bill Clinton. Kemp e il suo vicegovernatore Geoff Duncan hanno pubblicato una dichiarazione congiunta spiegando che l'iniziativa voluta da Trump sarebbe stata incostituzionale.
Nel dicembre 2020 Trump ha chiesto le dimissioni del governatore Kemp. Nello stesso mese l'avvocato Lin Wood, agendo separatamente dalla campagna di Trump, ha chiesto l'incarcerazione di Kemp insieme al Segretario di Stato della Georgia Brad Raffensperger.

### 2024
Il 3 agosto 2024, Donald Trump, trovandosi in campagna elettorale ad Atlanta per le elezioni presidenziali del 2024, in un comizio ritorna sulla demonizzazione di Kemp, sempre per l'inesistente sgarbo da lui commesso a Trump per non aver ribaltato il risultato del 2020 nello Stato. Inneggiando alla famigerata truffa elettorale, Trump descrive Kemp come segue: 
 "È un cattivo ragazzo. È un tipo sleale. Ed è un governatore molto mediocre", ha detto Trump. "Il piccolo Brian, il piccolo Brian Kemp. Il cattivo ragazzo".
Kemp risponde a Trump invitandolo a non coinvolgere i propri familiari nella polemica e di smettere di “impegnarsi in meschini insulti personali, attaccare i colleghi repubblicani o soffermarsi sul passato”.
Il 7 agosto 2024, viene organizzata una raccolta fondi a casa dell'ex senatrice Kelly Loeffler a cui partecipano Donald Trump, Kemp e il collega senatore della Carolina del Sud Lindsey Graham, con quest'ultimo che cerca di riappacificare i rapporti tra Kemp e Trump per mostrarsi compatti e uniti in vista delle elezioni. Ciò effettivamente accade, poiché Kemp scrive un messaggio sul social network X in cui manifesta la volontà di "riportare Donald Trump alla Casa Bianca", con il tycoon che ringrazia Kemp per il suo "aiuto e supporto".

## Vita privata
Kemp ha sposato nel gennaio 1994 Marty Argo, figlia del membro della Camera dei Rappresentanti della Georgia Bob Argo. Hanno tre figlie. La famiglia appartiene alla Chiesa episcopale Emmanuel di Athens.

## Controversie
Nel maggio 2018 Kemp è stato citato in giudizio per non aver rimborsato 500 000 dollari in prestiti alle imprese. La causa era legata al fatto che Kemp aveva garantito personalmente 10 milioni di dollari in prestiti a Hart AgStrong, una società di frantumazione con sede nel Kentucky. La società era sotto inchiesta dopo aver fatto garanzie utilizzando beni che non possedeva e rimborsando i fornitori con i proventi delle liquidazioni assicurative. Un avvocato del Dipartimento dell'Agricoltura della Georgia ha detto che queste azioni "possono essere un crimine ai sensi della legge della Georgia". Nessuna accusa fu però presentata, e Kemp ha raggiunto un accordo poco prima di diventare governatore.
Nell'ottobre 2018 l'emittente televisiva di Atlanta WAGA-TV ha riferito che le società di proprietà di Kemp dovevano più di 800 000 dollari in prestiti a una banca comunitaria, dove Kemp è membro del consiglio di amministrazione e azionista. Tali "prestiti privilegiati" sono legali, purché siano alle stesse condizioni che la banca estenderebbe a qualsiasi altro mutuatario. Durante la campagna elettorale Kemp ha rifiutato di pubblicizzare i termini del prestito.